# 125 років трамвайному руху в Києві (монета)
«125 ро́ків трамва́йному ру́ху в Ки́єві» — ювілейна монета номіналом 5 гривень, випущена Національним банком України, присвячена запуску електричного трамвая в місті Києві. Електричний трамвай був створений винахідником та відомим інженером Вернером фон Сіменсом. У 1881 році його фірма відкрила перше у світі трамвайне сполучення між Берліном і Ліхтерфельдом. Того самого року електричні потяги стали курсувати вулицями Парижа. У червні 1892 року в Києві по одному з найкрутіших у місті Олександрівському узвозі (нині Володимирський) рушив електричний трамвай. Його маршрут пролягав від Царської площі до Нижньої площі (тепер Європейська і Поштова). Винахід Сіменса виявився дуже корисним для «міста на семи пагорбах». На кінець ХІХ століття Київ мав майже 50 кілометрів електрифікованих трамвайних колій.
Монету введено в обіг 25 травня 2017 року. Вона належить до серії «Інші монети».

## Опис монети та характеристики
| Номінал грн. | Метал      | Маса, г | Діаметр, мм | Якість виготовлення       | Гурт     | Тираж, штук |
| ------------ | ---------- | ------- | ----------- | ------------------------- | -------- | ----------- |
| 5            | нейзильбер | 16,54   | 35,0        | спеціальний анциркулейтед | рифлений | 40 000      |

### Аверс
На аверсі монети розміщено: угорі малий Державний Герб України, ліворуч півколом напис — «УКРАЇНА», праворуч — номінал «5 ГРИВЕНЬ» (вертикальний напис) та рік карбування монети «2017»; стилізовану композицію: на бруківці розміщена трамвайна колія, спрямована вгору як символ руху до прогресу, та написи: «КИЇВ 1892/PARIS 1881/BERLIN 1881/LONDON 1901»; логотип Банкнотно-монетного двору Національного банку України (унизу ліворуч).

### Реверс
На реверсі монети зображено трамвай з пасажирами на тлі київського пейзажу та угорі півколом розміщено написи «ТРАМВАЙНИЙ РУХ В КИЄВІ/125/РОКІВ».

## Автори
- Художник — Кочубей Микола.

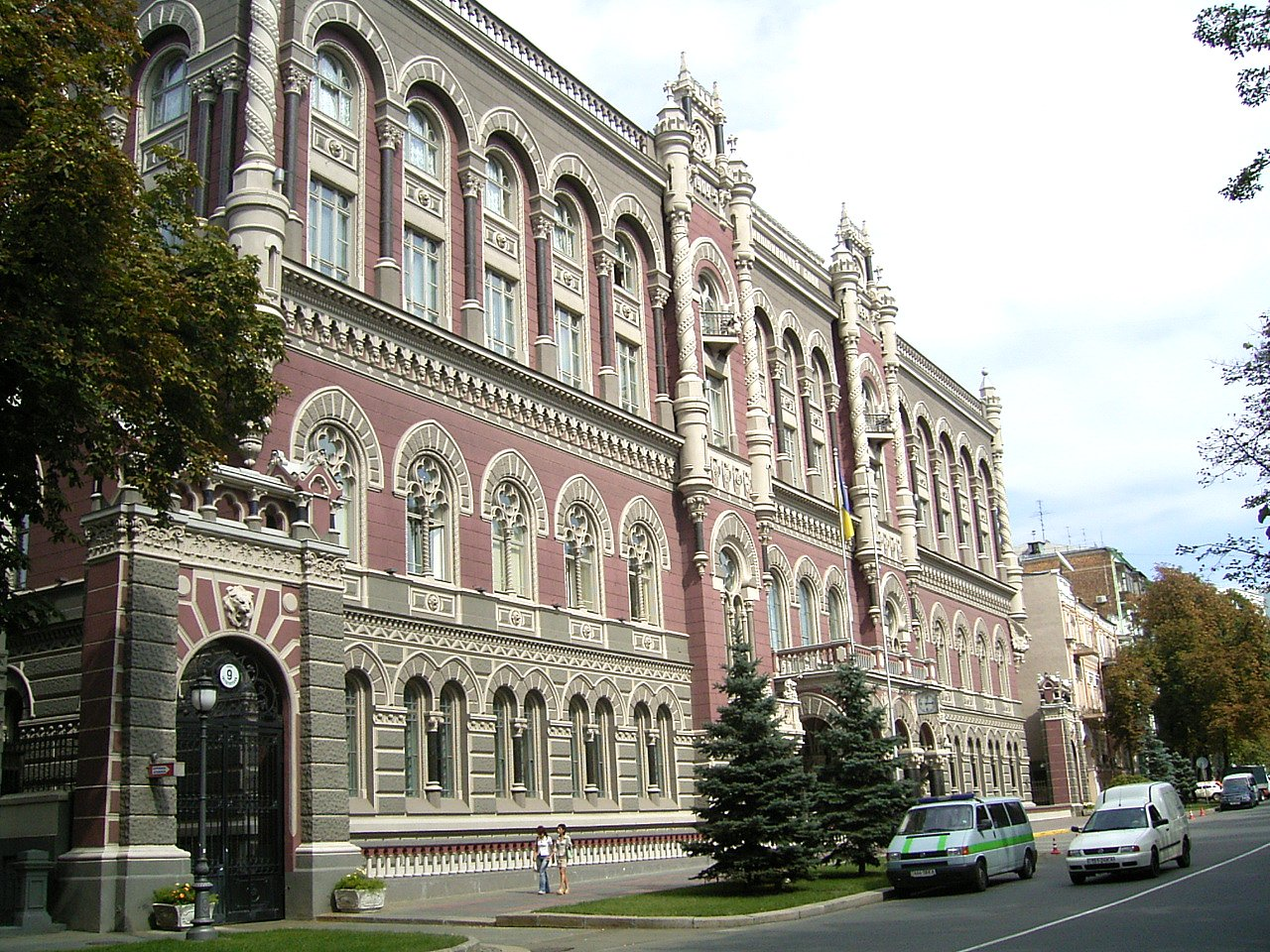
Будівля Національного банку України

- Скульптори: Демяненко Анатолій, Дем'яненко Володимир.

## Вартість монети
Під час введення монети в обіг 2017 року, Національний банк України реалізовував монету через свої філії за ціною 43 гривні.
Фактична приблизна вартість монети, з роками змінювалася так:
| Рік        | 2018 | 2019 | 2020 | 2021 | 2022 | 2023 | 2024 | 2025 |
| ---------- | ---- | ---- | ---- | ---- | ---- | ---- | ---- | ---- |
| Ціна, грн. | 55   | 55   | 60   | 60   | 65   | 100  | 145  | 160  |